# Poiana Vadului
Poiana Vadului (in ungherese Feketevölgy) è un comune della Romania di 1 217 abitanti, ubicato nel distretto di Alba, nella regione storica della Transilvania.
Il comune è formato da un insieme di 11 villaggi: Costești, Duduieni, Făgetu de Jos, Făgetu de Sus, Hănășești, Lupăiești, Morcănești, Păștești, Petelei, Poiana Vadului, Stănești.